# Cuadrivio (revista)
Cuadrivio fue una revista mexicana de crítica cultural, creación artística y divulgación científica editada en la Ciudad de México entre 2010 y 2018. El símbolo de la revista era un uróboros, representación del renacimiento de las cosas que nunca desaparecen y que solo cambian eternamente. El nombre de la publicación hace referencia al quadrivium medieval, conjunto de las cuatro disciplinas entonces consideradas relacionadas con las matemáticas. La revista estaba dirigida hacia estudiantes universitarios, profesionales liberales, escritores y académicos.

## Trayectoria editorial

### Primera época (2010-2016)
El primer número de Cuadrivio se publicó el 1 de agosto de 2010. Desde entonces hasta agosto de 2016, se publicaron 17 números de la revista. La publicación se llevaba a cabo en dos ediciones diferenciadas: la principal, con seis secciones (entre ellas un dossier monográfico), y la semanal, formada por varias columnas. El dossier del número 4, publicado en agosto de 2011, celebró el primer año de vida de la revista y estuvo dedicado a la literatura, política y sociedad de Irlanda. En el año 2014 resultó beneficiaria del Programa Edmundo Valadés de Apoyo a Revistas Independientes del Fondo Nacional para la Cultura y las Artes de México.

### Segunda época (2016-2018)
En agosto de 2016 se publicó el número 18 de la revista, que sería el primero de la segunda época. La edición principal de este número redujo las secciones de seis a cuatro, que pasaron a ser «Dossier», «Literatura», «Cogniciones» y «Artes». En noviembre de 2016 se introdujeron nuevos cambios, adquiriendo la revista el formato que ostenta en la actualidad. Las dos ediciones anteriores fueron sustituidas por sendas ediciones nuevas tituladas «Encrucijada» y «Edición especial». La primera albergaría siete secciones de actualización constante (que pronto pasaron a ser cinco, tras la desaparición de «Somnium» y «Antesala») más dos columnas de autor (las columnas se incluían antes en Cuadrivio Semanal). La segunda, de periodicidad cuatrimestral, incluye lo que antes era el dossier monográfico sobre un tema de actualidad y los suplementos «Literatura» y «Artes». El archivo completo de Cuadrivio Semanal (2010-2016) se mantiene en línea tras su desaparición en 2016.
El 1 de agosto de 2018, el director Ramsés Lagos anunció el fin de la revista, debido a dificultades económicas.

## Contenido
La revista se publicó en dos ediciones separadas accesibles desde un único portal: «Encrucijada» y «Edición especial». La edición «Encrucijada» comprendía cinco secciones de actualización constante: «Espejo de tinta», sobre poesía, narrativa y crítica literaria; «Lentes violetas», de análisis social desde un punto de vista de los estudios de género; «Caminos de la lectura», sobre experiencias de los lectores; «Bitácora», dedicada a textos periodísticos como crónicas, reportajes y entrevistas; y «Marginalia», de reseñas de libros. Además de estas secciones, la edición también incluía dos columnas de autor: «Tiene la noche un cuento», a cargo de Eduardo Cerdán, sobre narrativa mexicana contemporánea, y «Museión», a cargo de Violeta Tavizón, dedicada a los espacios museísticos.
La primera «Edición especial» de la segunda etapa, publicada en abril de 2017, se dedicó al intercambio cultural entre España y México a través de la poesía.